# トゥーットゥックディ
トゥーットゥックディ（タミル語: தூத்துக்குடி、英語: Thoothukudi）は、インド南部のタミル・ナードゥ州にある都市。トゥーットゥックディ県の県庁所在地であり、同県トゥーットゥックディ郡の中心都市である。

## 地名
トゥーットゥックディは、イギリス統治時代の英語への音写ではトゥーティコーリン (Tuticorin) と表記され呼ばれていた。この表記に倣って、日本発行の地図などではツチコリンなどの地名が記載されているが、実際の発音からはかなり離れている。

## 地理
- チェンナイまで 580km
- ティルッチラーッパッリまで 261km
- マドゥライまで 133km
- コーヤンブットゥールまで 438km
- カンニヤークマリまで 151km

## 政治
トゥーットゥックディでは、2001年の州議会議員選挙ではAIADMKのS・ラージャーンマルが当選したが、2006年の州議会議員選挙ではDMKのP・ギーター・ジーヴァンが当選した。

## 経済
インド国内の港湾取扱量10位のツチコリン港（トゥーットゥックディ港）があり、周囲には火力発電所、工業団地の集積が進んでいる。